# Саймон Бірч
Саймон Бірч (англ. Simon Birch) — американський художній фільм 1998 року за мотивами роману Джона Ірвінга «Молитва про Оуена Міні». Режисер фільму Марк Стівен Джонсон також написав і сценарій, опустивши більшу частину другої половини роману і змінивши кінцівку. Назва фільму відрізняється від книги на прохання Ірвінга, який не вірив, що цей роман може бути успішно екранізований — він запропонував ім'я «Саймон Бірч» замість Оуена Міні. Сюжет фільму обертається навколо 12-річного Джо Вентворта і його найкращого друга Саймона Бірча.

## Сюжет
Фільм поставлений за романом американського письменника Джона Ірвінга під назвою «Молитва про Оуена Міні». У американському містечку ростуть два хлопчики. Один, Джо, чий батько невідомий, належить до сімейства засновників міста. І другий — дуже маленький хлопчик з дивним ім'ям — Саймон Бірч. Саймон настільки малий, що навіть відбити бейсбольною битою м'яч для нього проблема. Коли ж йому, нарешті, вдається це зробити, він випадково вбиває м'ячем мати свого кращого друга. Це фільм про дружбу, про дорослішання, про віру, про подвиг.

## В ролях
| Актор                      | Роль                       |
| -------------------------- | -------------------------- |
| Йен Майкл Сміт             | Саймон Бірч                |
| Джозеф Маццелло Джим Керрі | Джо Вентворт               |
| Ешлі Джад                  | Ребекка Вентворт           |
| Олівер Платт               | Бен Гудріч                 |
| Девід Стретейрн            | преподобний Рассел         |
| Дана Айві                  | бабуся Вентеворт           |
| Пітер Макнілл              | містер Бірч батько Саймона |